# Jimmy Cobb
Jimmy Cobb (20. ledna 1929, Washington, D.C., USA – 24. května 2020, New York, New York) byl americký jazzový bubeník.
Proslavil se hlavně svou spoluprací s trumpetistou Milesem Davisem. Bubnuje na albu Kind of Blue (1959), které je považováno za jedno z nejzásadnějších jazzových alb vůbec. Byl také posledním dosud žijícím hudebníkem, který se účastnil této nahrávací session. Jimmy Cobb také bubnuje na jiných slavných deskách Milese Davise: Sketches of Spain, Someday My Prince Will Come, Live at Carnegie Hall, Live at the Blackhawk, Porgy and Bess a Sorcerer.
Hrál s celou řadou slavných jazzových hudebníků, jakými byli například: Dinah Washington, Clark Terry, Cannonball Adderley, Dizzy Gillespie, John Coltrane, Sarah Vaughan, Billie Holiday, Stan Getz, Wes Montgomery a mnoho dalších.